# Lina Hummel
Lina Hummel (née Meyer le 24 juillet 1984 à Marbourg) est une joueuse allemande de volley-ball. Elle mesure 1,80 m et joue au poste de réceptionneuse-attaquante. 

## Clubs
| Club                  | De        | À         |
| --------------------- | --------- | --------- |
| USC Konstanz          | 1997-1998 | 2001-2002 |
| VC Kanti Schaffhausen | 2002-2003 | 2003-2004 |
| SV Lohhof             | 2004-2005 | 2005-2006 |
| Allgäu Team Sonthofen | 2006-2007 | 2010-2011 |
| Rote Raben Vilsbiburg | 2011-2012 | 2011-2012 |
| FTM Schwabing         | 2012-2013 | 2013-2014 |
| Allgäu Team Sonthofen | 2014-2015 | 2015-2016 |
| SV Bohlingen          | 2016-2017 | 2017-2018 |
| USC Konstanz          | 2018-2019 | …         |

## Palmarès
- Coupe de Suisse
  - Finaliste : 2004.